# Blut Aus Nord
Blut Aus Nord es una banda francesa de black metal y black ambient fundada el año 1994. 'Blut Aus Nord' significa 'Sangre del Norte' en alemán.

## Discografía

### Álbumes de estudio
- Ultima Thulée (1995)
- Memoria Vetusta I: Fathers of the Icy Age (1996)
- The Mystical Beast of Rebellion (2001)
- The Work Which Transforms God (2003)
- MoRT (2006)
- Odinist – The Destruction of Reason by Illumination (2007)
- Memoria Vetusta II: Dialogue with the Stars (2009)
- 777 – Sect(s) (2011)
- 777 – The Desanctification (2011)
- 777 – Cosmosophy (2012)
- Memoria Vetusta III: Saturnian Poetry (2017)
- Deus Salutis Meæ (2017)
- Hallucinongen (2019)
- Disharmonium – Undreamable Abysses (2022)
- Lovecraftian Echoes (2022)
- Disharmonium - Nahab (2023)

### EP
- Thematic Emanation Of Archetypal Multiplicity (2005)
- What Once Was... Liber I (2010)
- What Once Was... Liber II (2012)
- What Once Was... Liber III (2013)
- Debemur MoRTi (2014)
- Triunity (2014)

### Splits
- Decorporation... (2004) – con Reverence
- Dissociated Human Junction (2007) – con Bloodoline, Reverence, and Karras
- Triunity (2014) – con P.H.O.B.O.S.
- Codex Obscura Nomina  (2016) – con Ævangelist